# 傅雨田
傅雨田（1915年—2003年），男，辽宁新民人，中华人民共和国政治人物。 

## 生平
早年参加运动，后被捕，经中共地下党营救获释。1936年，担任中共中央北方局下山西省工作委员会委员，后调任中央党校二部。中华人民共和国成立后，担任辽西省委秘书长、省委副书记，后升任中共长春市委书记兼市长。1956年，担任任国家城市建设总局副总局长、广西自治区副主席。后因六十一人叛徒集团案被免职。1978年，担任中共江西省委书记、江西省人民政府副省长。